# Alissas
Pour les articles homonymes, voir Alissa (homonymie).
Alissas [alisas] est une commune française, située dans le département de l'Ardèche en région Auvergne-Rhône-Alpes.

## Géographie

### Situation et descriptionn
Alissas fait partie de la communauté d'agglomération Privas Centre Ardèche. Elle est située à 30 km de Montélimar et 5 km de Privas.

### Climat
Pour des articles plus généraux, voir Climat d'Auvergne-Rhône-Alpes et Climat de l'Ardèche.
En 2010, le climat de la commune est de type climat méditerranéen altéré, selon une étude du CNRS s'appuyant sur une série de données couvrant la période 1971-2000. En 2020, Météo-France publie une typologie des climats de la France métropolitaine dans laquelle la commune est dans une zone de transition entre le climat de montagne et le climat méditerranéen et est dans la région climatique Provence, Languedoc-Roussillon, caractérisée par une pluviométrie faible en été, un très bon ensoleillement (2 600 h/an), un été chaud (21,5 °C), un air très sec en été, sec en toutes saisons, des vents forts (fréquence de 40 à 50 % de vents > 5 m/s) et peu de brouillards.
Pour la période 1971-2000, la température annuelle moyenne est de 12,5 °C, avec une amplitude thermique annuelle de 17,7 °C. Le cumul annuel moyen de précipitations est de 1 080 mm, avec 7 jours de précipitations en janvier et 4,6 jours en juillet. Pour la période 1991-2020, la température moyenne annuelle observée sur la station météorologique de Météo-France la plus proche, « Chomérac Sa_rce », sur la commune de Chomérac à 3 km à vol d'oiseau, est de 13,2 °C et le cumul annuel moyen de précipitations est de 1 104,9 mm,. Pour l'avenir, les paramètres climatiques de la commune estimés pour 2050 selon différents scénarios d'émission de gaz à effet de serre sont consultables sur un site dédié publié par Météo-France en novembre 2022.

### Hydrographie
Le village est traversé par le ruisseau de Combier.

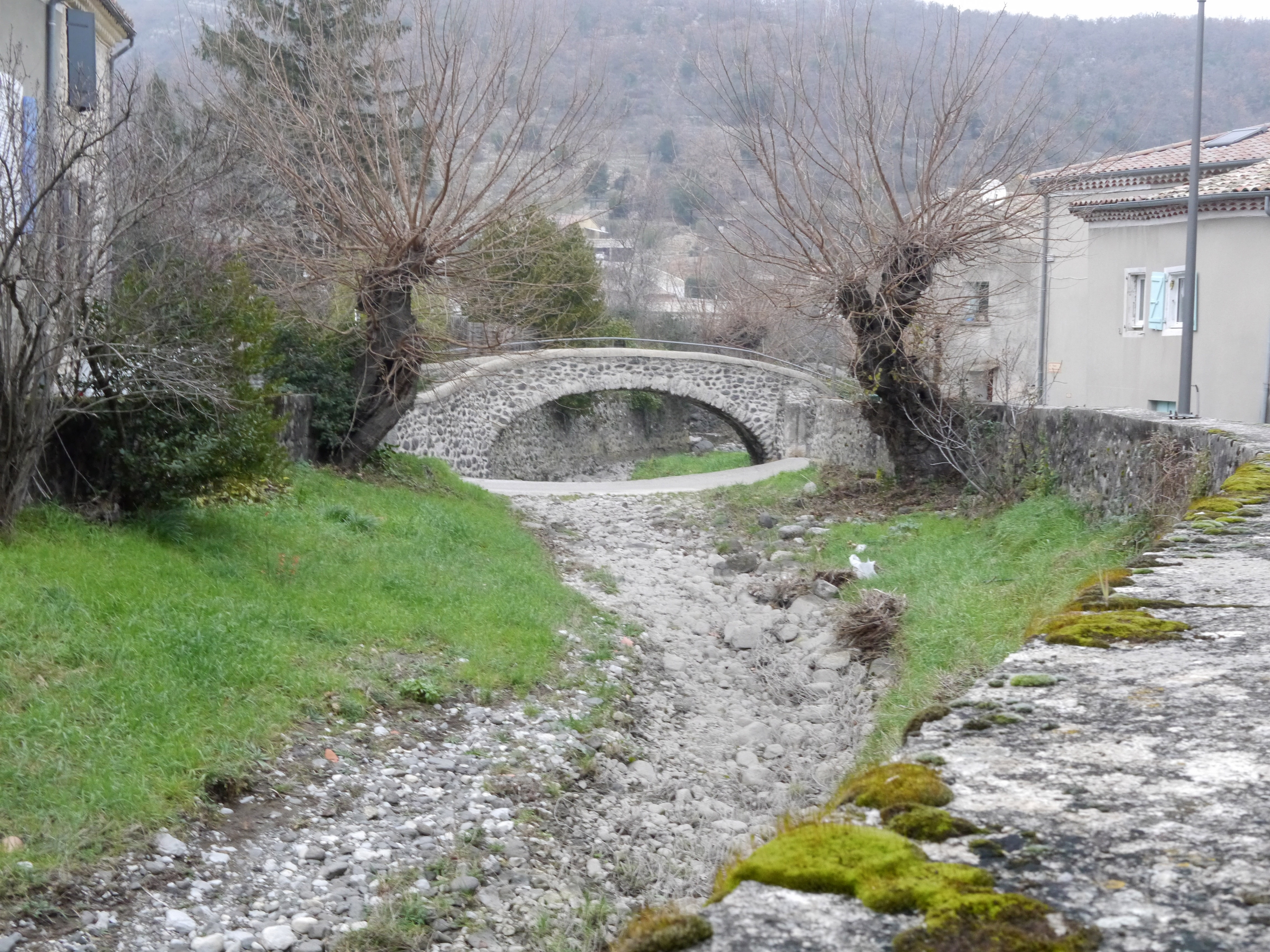
Pont ruisseau de Combier Alissas Ardèche janvier 2024

### Voies de communication

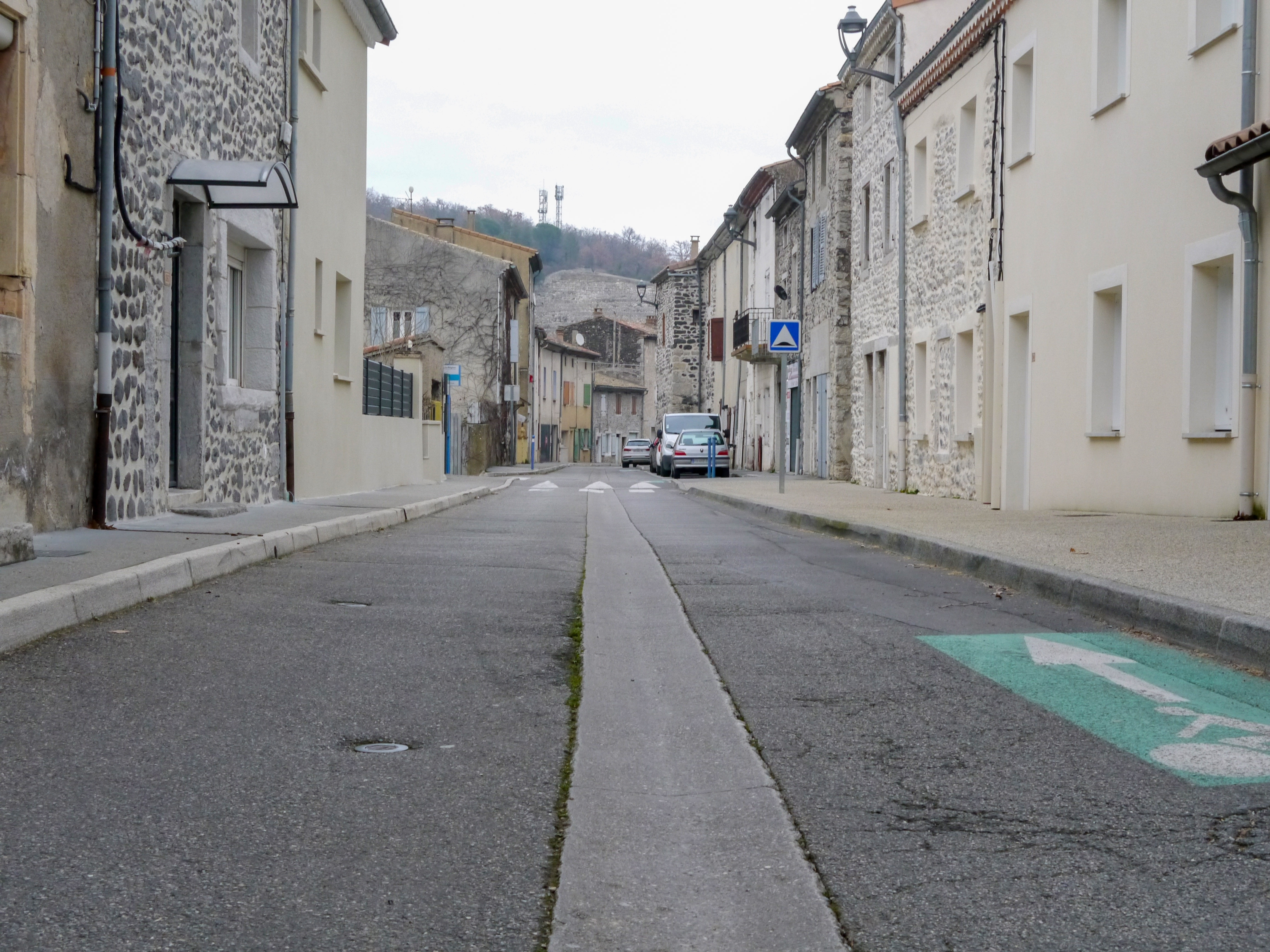
Rue principale d'Alissas Ardèche janvier 2024.

Le territoire et le bourg d'Allissas sont traversés par la RD 2 qui les relie au centre de Privas.

## Urbanisme

### Typologie
Au 1er janvier 2024, Alissas est catégorisée bourg rural, selon la nouvelle grille communale de densité à 7 niveaux définie par l'Insee en 2022.
Elle appartient à l'unité urbaine de Privas, une agglomération intra-départementale dont elle est une commune de la banlieue,. Par ailleurs la commune fait partie de l'aire d'attraction de Privas, dont elle est une commune de la couronne,. Cette aire, qui regroupe 24 communes, est catégorisée dans les aires de moins de 50 000 habitants,.

### Occupation des sols
L'occupation des sols de la commune, telle qu'elle ressort de la base de données européenne d’occupation biophysique des sols Corine Land Cover (CLC), est marquée par l'importance des forêts et milieux semi-naturels (63 % en 2018), en diminution par rapport à 1990 (66,8 %). La répartition détaillée en 2018 est la suivante : 
milieux à végétation arbustive et/ou herbacée (31,9 %), forêts (31,2 %), zones agricoles hétérogènes (13,1 %), prairies (11,4 %), zones urbanisées (10,3 %), zones industrielles ou commerciales et réseaux de communication (2,2 %).
L'évolution de l’occupation des sols de la commune et de ses infrastructures peut être observée sur les différentes représentations cartographiques du territoire : la carte de Cassini (XVIIIe siècle), la carte d'état-major (1820-1866) et les cartes ou photos aériennes de l'IGN pour la période actuelle (1950 à aujourd'hui).

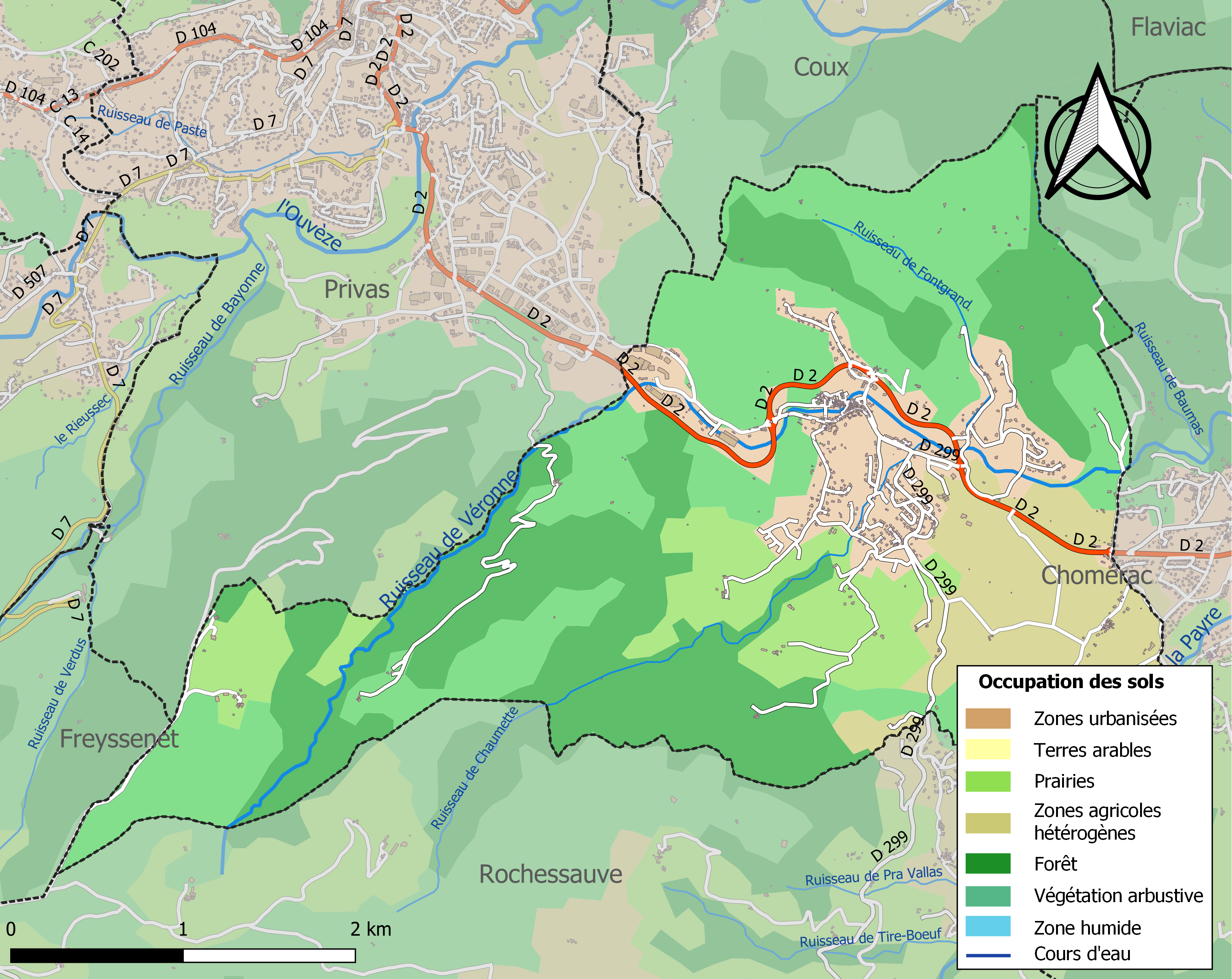
Carte des infrastructures et de l'occupation des sols de la commune en 2018 (CLC).

### Risques naturels

#### Risques sismiques
La totalité du territoire de la commune d'Alissas est situé en zone de sismicité no 3 (sur une échelle de 1 à 5), comme la plupart des communes situées dans la vallée du Rhône et la Basse Ardèche, mais en limite orientale de la zone no 2 qui correspond au plateau ardéchois.
| Type de zone | Niveau            | Définitions (bâtiment à risque normal) |
| ------------ | ----------------- | -------------------------------------- |
| Zone 3       | Sismicité modérée | accélération = 1,1 m/s2                |

## Toponymie
Alissas viendrait d'un nom de personne romain, Alexius.

## Histoire
L'ancien village d'Alissas appelé Alissacio en occitan remonte au XIIIe siècle dont les premières traces connues remonteraient d'après les sources actuelles jusqu'en 1281. Comme toutes les autres villes et villages il ne fut pas épargné lors des guerres de Religion. Il fut de nombreuses fois saccagé pillé et incendié par des troupes de garnisons qui le traversèrent en tous sens. Son église fut même saccagée au XVIe siècle. Au XVII et XVIIIe siècle, Alissas accueille des tanneries, des moulinages, des plantations de mûriers qui se sont fortement développées avec le ver à soie puisque ces dernières sont les aliments préférés des vers à soie.
Le 1er mars 1862 le village se voit traversé par une ligne de chemin de fer (la ligne du Pouzin à Privas) passant juste au-dessus de l'ancien village. Cette ligne relie le Pouzin à Privas et dispose d'une halte (vers 1890) uniquement pour les voyageurs avec des bagages à mains à Alissas. Le chemin de fer traversait le village en passant sur le viaduc spécialement construit pour cette ligne, le plus grand viaduc de la ligne. En quelques chiffres le viaduc fait 178 m de long, possède 12 arches, 11 piles, 2 culées et a une hauteur de 18,60 m. Lors de la Seconde Guerre mondiale le maquis fit exploser les deux arches les plus proches de Privas afin d'empêcher les trains allemands de circuler. Reconstruit, les travaux furent terminés 28 jours après la fin de la guerre, le 30 septembre 1945. La ligne a été définitivement fermée aux voyageurs le 8 octobre. Elle continuera d'être exploitée par les trains de marchandises jusqu'au 31 mai 1994, et reste plusieurs années à l’abandon avant que les communes ne se mobilisent pour conserver ce patrimoine en état. Une voie piétonne est alors aménagée sur toute la ligne. Aujourd'hui encore, des personnes croient en une potentielle réouverture de la ligne.

### Administration municipale

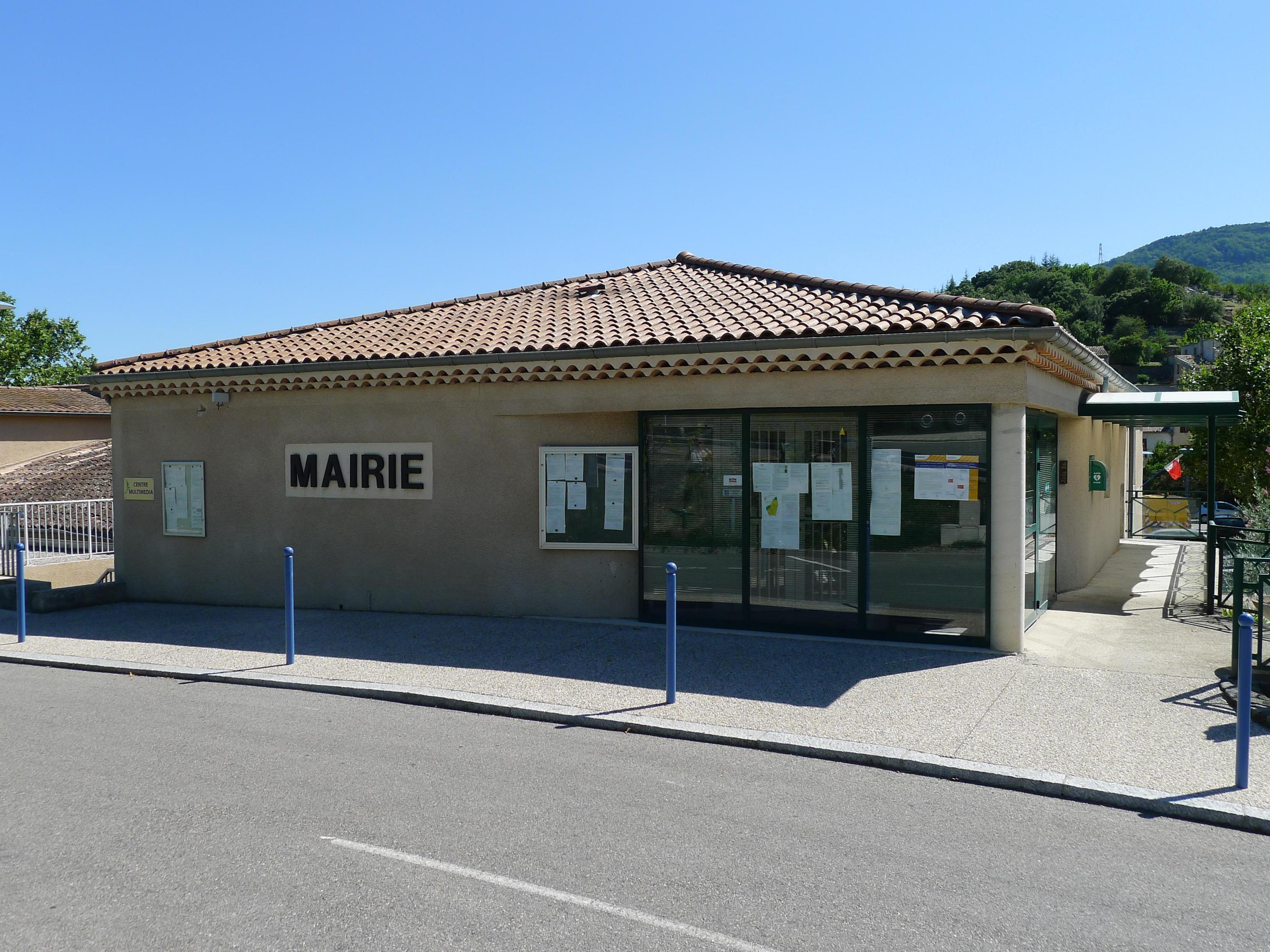
La mairie.

## Politique et administration

### Tendances politiques et résultats
Résultats présidentielle 2022 :
Premier tour : 
Mme Marine LE PEN : 28, 60 %
M. Jean-Luc MÉLENCHON : 22, 30 % 
M. Emmanuel MACRON : 19, 90 % 
M. Eric ZEMMOUR : 6, 70 %
M. Yannick JADOT : 5,50 %
Mme Valérie PECRESSE : 4,70 % 
M. Jean LASSALLE : 3,80 %
M. Fabien ROUSSEL : 2,60 %
Mme Anne HIDALGO : 2,40 %
M. Nicolas DUPONT-AIGNAN : 1,90 %
M. Philippe POUTOU : 0,80 %
Mme Nathalie ARTHAUD : 0,80 %
Second Tour : 
Mme Marine LE PEN : 51,36 %
M. Emmanuel MACRON : 48,64 %

### Liste des maires
| Période                   | Période                   | Identité                   | Étiquette | Qualité                                            |
| ------------------------- | ------------------------- | -------------------------- | --------- | -------------------------------------------------- |
| 1790                      | juin 1795                 | Julien François Benoit     |           |                                                    |
| 1795                      | juin 1800                 | Joseph Benoit Bauthéac     |           |                                                    |
| 1800                      | juin 1800                 | Paul Dumas                 |           | Maire provisoire                                   |
| 1800                      | juin 1802                 | Paul Clauzel               |           |                                                    |
| 1802                      | juin 1805                 | Charles Benoit             |           |                                                    |
| 1805                      | juin 1808                 | Mathieu Alexandre Combier  |           |                                                    |
| 1808                      | juin 1808                 | Antoine Hebrard            |           |                                                    |
| 1808                      | juin 1814                 | Paul Clauzel               |           |                                                    |
| 1814                      | juin 1815                 | Pierre Bauthéac            |           |                                                    |
| 1815                      | juin 1817                 | Mathieu Alexandre Combier  |           |                                                    |
| 1817                      | juin 1830                 | Jean Louis Faure Chamarand |           |                                                    |
| 1830                      | juin 1838                 | Julien François Benoit     |           |                                                    |
| 1838                      | juin 1848                 | Louis Frédéric Castebin    |           |                                                    |
| 1848                      | juin 1849                 | Etienne Marfoure           |           |                                                    |
| 1849                      | juin 1870                 | Félicien Maurel            |           |                                                    |
| 1870                      | juin 1871                 | Athanase Rioufol           |           |                                                    |
| 1871                      | juin 1872                 | Charles Bauthéac           |           |                                                    |
| 1872                      | juin 1876                 | Louis Rochier              |           |                                                    |
| 1876                      | juin 1888                 | Emile Bourgeade            |           |                                                    |
| 1888                      | juin 1892                 | Pierre Marfoure            |           |                                                    |
| 1892                      | juin 1902                 | Auguste Bourgeade          |           |                                                    |
| 1902                      | juin 1912                 | Louis Faure                |           |                                                    |
| 1912                      | juin 1931                 | Ludovic Maurel             |           |                                                    |
| 1931                      | juin 1944                 | Joseph Maurel              |           |                                                    |
| 1944                      | juin 1959                 | Louis Boudon               |           | Président du Comité local de Libération puis maire |
| 1959                      | juin 1962                 | Paul Rochier               |           |                                                    |
| 1962                      | juin 1965                 | Marc Bourgeade             |           |                                                    |
| 1965                      | juin 1981                 | Emile Bauthéac             |           |                                                    |
| 1981                      | juin 1995                 | Yvon Martel                |           |                                                    |
| juin 1995                 | mars 2014                 | Jean Leynaud               | DVD       |                                                    |
| mars 2014 (réélu en 2020) | En cours (au 6 août 2020) | Jérôme Bernard,            | DVD       | Fonctionnaire                                      |

## Population et société

### Démographie
Les habitants sont appelés les Alissains et les Alissaines.

#### Évolution démographique
L'évolution du nombre d'habitants est connue à travers les recensements de la population effectués dans la commune depuis 1793. Pour les communes de moins de 10 000 habitants, une enquête de recensement portant sur toute la population est réalisée tous les cinq ans, les populations de référence des années intermédiaires étant quant à elles estimées par interpolation ou extrapolation. Pour la commune, le premier recensement exhaustif entrant dans le cadre du nouveau dispositif a été réalisé en 2005.

En 2022, la commune comptait 1 485 habitants, en évolution de +0,41 % par rapport à 2016 (Ardèche : +2,48 %, France hors Mayotte : +2,11 %).
| 1793 | 1800 | 1806 | 1821 | 1831 | 1836 | 1841 | 1846 | 1851 |
| ---- | ---- | ---- | ---- | ---- | ---- | ---- | ---- | ---- |
| 626  | 697  | 777  | 792  | 842  | 944  | 898  | 921  | 830  |

| 1856 | 1861 | 1866 | 1872 | 1876 | 1881 | 1886 | 1891 | 1896 |
| ---- | ---- | ---- | ---- | ---- | ---- | ---- | ---- | ---- |
| 848  | 896  | 880  | 848  | 890  | 771  | 807  | 801  | 794  |

| 1901 | 1906 | 1911 | 1921 | 1926 | 1931 | 1936 | 1946 | 1954 |
| ---- | ---- | ---- | ---- | ---- | ---- | ---- | ---- | ---- |
| 670  | 641  | 606  | 521  | 517  | 503  | 480  | 449  | 462  |

| 1962 | 1968 | 1975 | 1982 | 1990 | 1999  | 2005  | 2006  | 2010  |
| ---- | ---- | ---- | ---- | ---- | ----- | ----- | ----- | ----- |
| 561  | 508  | 478  | 618  | 720  | 1 026 | 1 147 | 1 159 | 1 371 |

| 2015  | 2020  | 2022  | - | - | - | - | - | - |
| ----- | ----- | ----- | - | - | - | - | - | - |
| 1 459 | 1 447 | 1 485 | - | - | - | - | - | - |

#### Pyramide des âges
En 2021, le taux de personnes d'un âge inférieur à 30 ans s'élève à 31,8 %, soit au-dessus de la moyenne départementale (29,7 %). À l'inverse, le taux de personnes d'âge supérieur à 60 ans est de 22,8 % la même année, alors qu'il est de 32,8 % au niveau départemental.
En 2021, la commune comptait 704 hommes pour 741 femmes, soit un taux de 51,28 % de femmes, légèrement supérieur au taux départemental (51,22 %).
Les pyramides des âges de la commune et du département s'établissent comme suit :
| Hommes | Classe d’âge | Femmes |
| ------ | ------------ | ------ |
| 0,1    | 90 ou +      | 0,5    |
| 3,7    | 75-89 ans    | 5,8    |
| 18,1   | 60-74 ans    | 17,4   |
| 27,5   | 45-59 ans    | 26,4   |
| 17,8   | 30-44 ans    | 18,8   |
| 11,1   | 15-29 ans    | 13,3   |
| 21,6   | 0-14 ans     | 17,7   |

| Hommes | Classe d’âge | Femmes |
| ------ | ------------ | ------ |
| 1      | 90 ou +      | 2,5    |
| 9      | 75-89 ans    | 11,4   |
| 20,8   | 60-74 ans    | 21,1   |
| 21,2   | 45-59 ans    | 20,3   |
| 16,9   | 30-44 ans    | 16,5   |
| 14,2   | 15-29 ans    | 12,6   |
| 17     | 0-14 ans     | 15,6   |

### Enseignement

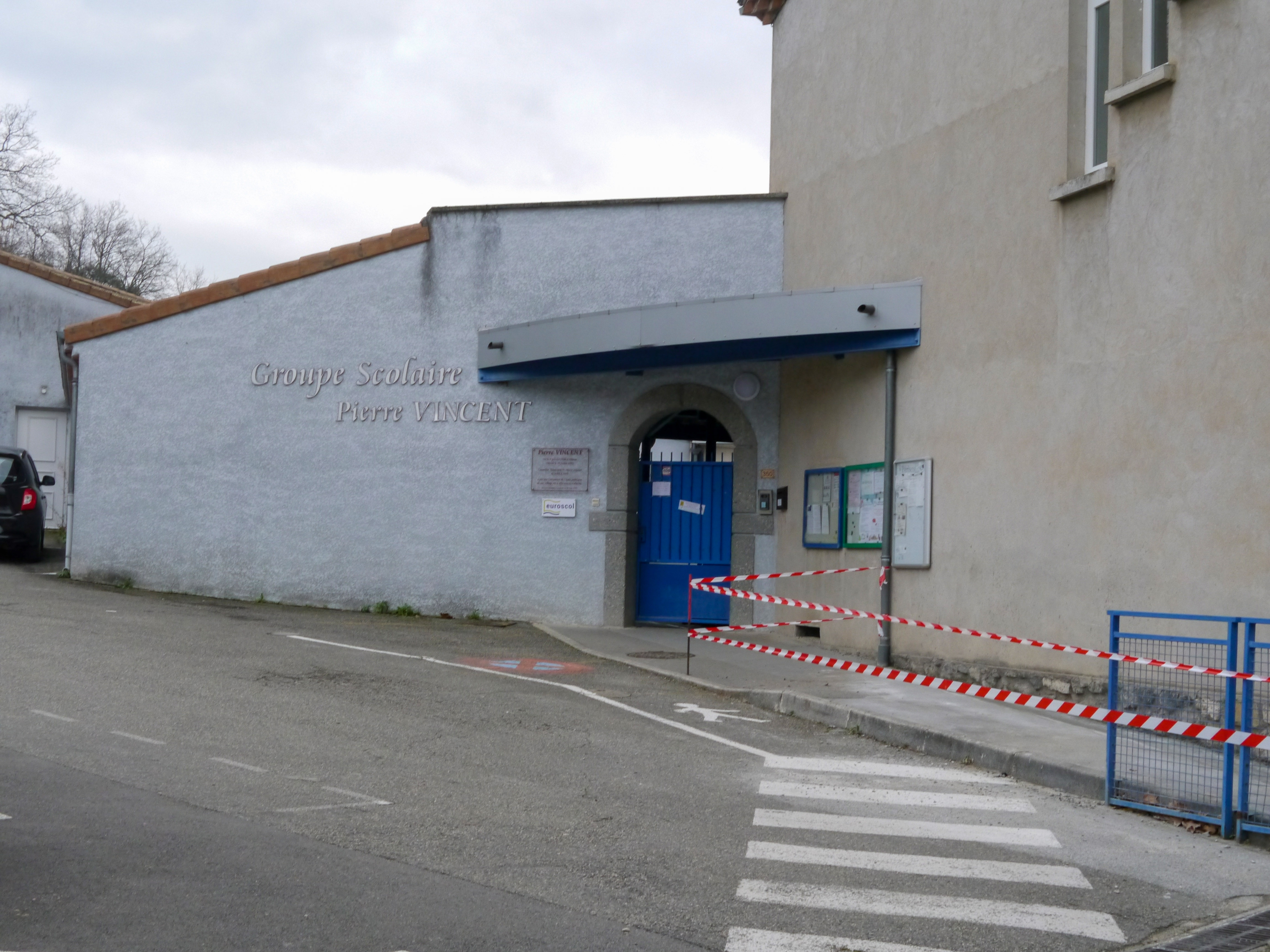
L'école Pierre Vincent d'Alissas en janvier 2024.

La commune est rattachée à l'académie de Grenoble.

### Médias
La commune est située dans la zone de distribution de deux organes de la presse écrite :
- L'Hebdo de l'Ardèche

Il s'agit d'un journal hebdomadaire français basé à Valence et diffusé à Privas depuis 1999. Il couvre l'actualité de tout le département de l'Ardèche.
- Le Dauphiné libéré

Il s'agit d'un journal quotidien de la presse écrite française régionale distribué dans la plupart des départements de l'ancienne région Rhône-Alpes, notamment l'Ardèche. La commune est située dans la zone d'édition de Privas.

### Cultes
La communauté catholique et l'église d'Allissas (propriété de la commune) dépendent de la paroisse Sainte-Mère-Térésa qui comprend de neuf communes. Cette paroisse est elle-même rattachée au diocèse de Viviers.

## Économie
Depuis 1993, une carrière est exploitée sur le territoire communal, produisant chaque année 90 000 tonnes d'enrochements et granulats, ainsi que 500 tonnes de pierres marbrières.

## Culture locale et patrimoine

### Lieux et monuments
- Église Saint-Jean-Baptiste d'Alissas

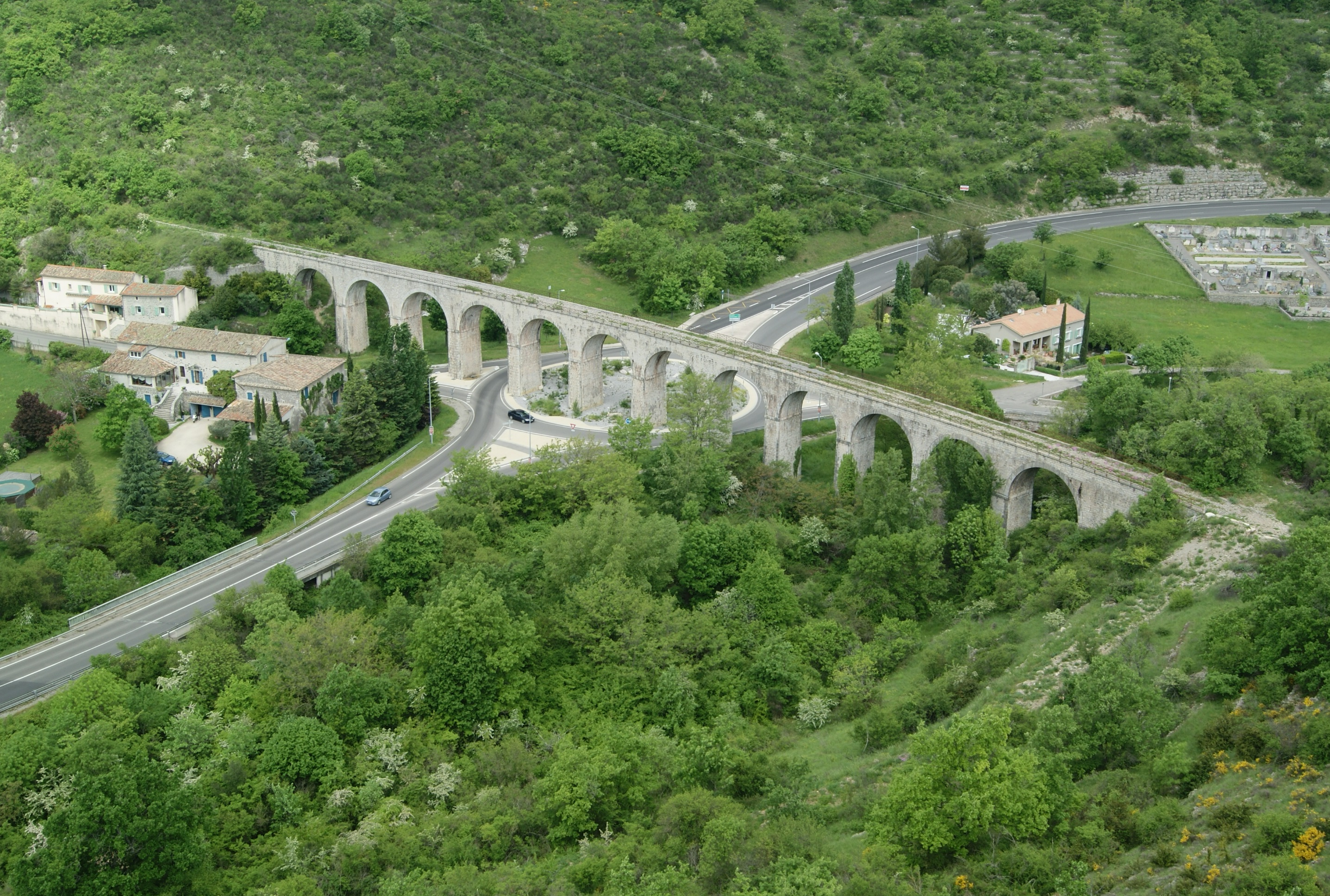
Viaduc.
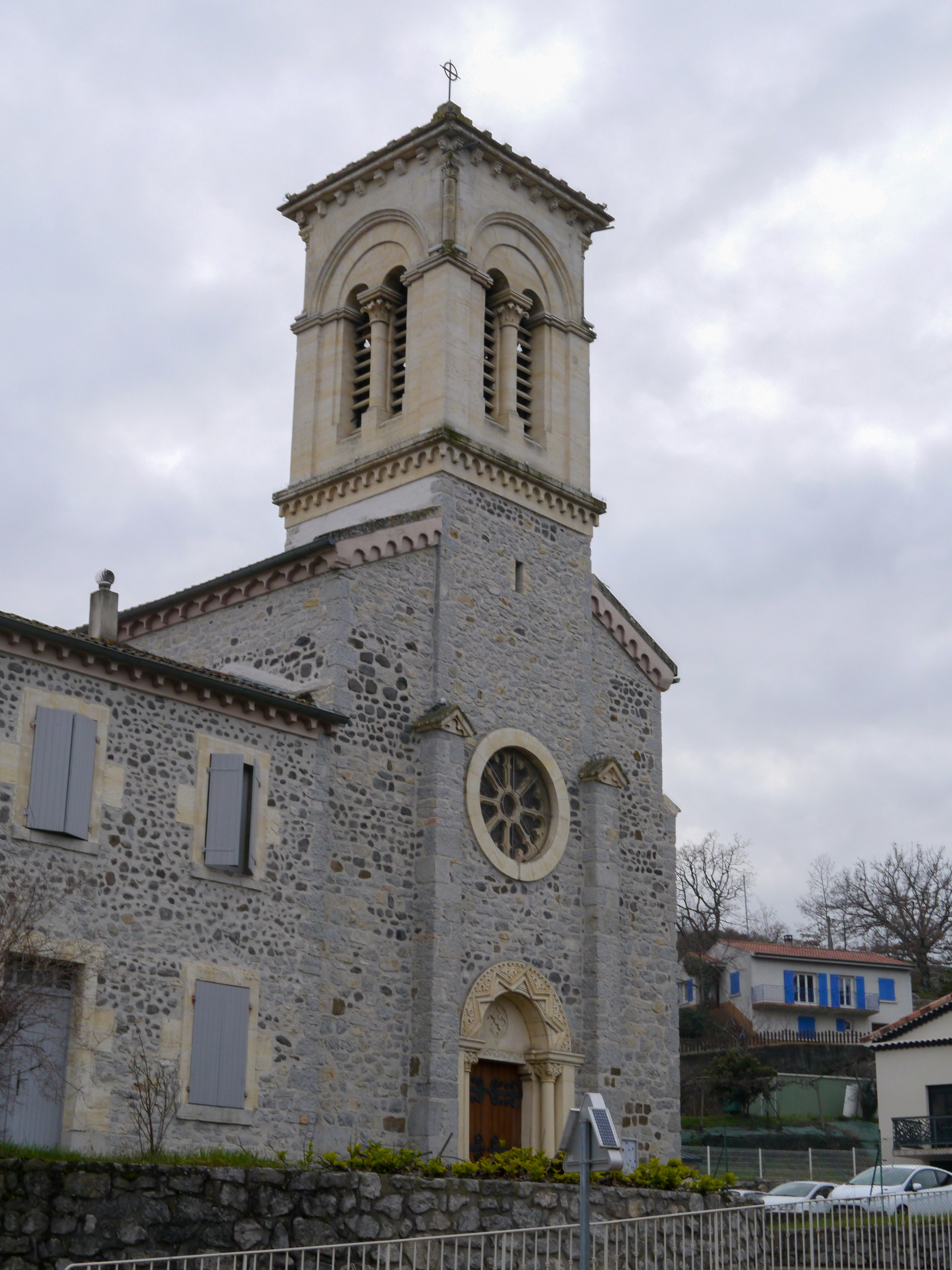
Église Saint-Jean-Baptiste d'Alissas en janvier 2024.

### Personnalités liées à la commune
- Julien François Benoît (1751-1838), député du Tiers-État aux États Généraux en 1789, maire d'Alissas de 1830 à 1838, propriétaire du château d'Entrevaux, à Saint-Priest (Ardèche).
- Simon Combier (1798-1884), avocat, magistrat et homme politique, député de l'Ardèche de 1849 à 1851, y est né.

### Héraldique
|  | Alissas possède des armoiries dont l'origine et le blasonnement exact ne sont pas disponibles. |